# Michel Waldberg
Pour les articles homonymes, voir Waldberg.
Michel Waldberg, né le 5 mars 1940 à Saint-Mandé et mort le 4 novembre 2012 à Paris 13e, est un écrivain et poète franco-suisse, critique d'art et traducteur de Truman Capote et de Philip Roth.

## Biographie
Michel Waldberg est le fils de l'écrivain Patrick Waldberg et de la sculptrice Isabelle Waldberg. Il passe son enfance à New York où, accompagnant ses parents en exil, il rencontre André Breton et Marcel Duchamp, ce qui, malgré son jeune âge, devait le marquer durablement. C'est ainsi qu'il se lie plus tard d'amitié avec Charles Duits (auteur de Breton a-t-il dit passe) et Frédérick Tristan dont il fait publier la première version de La Geste serpentine aux éditions de la Différence.

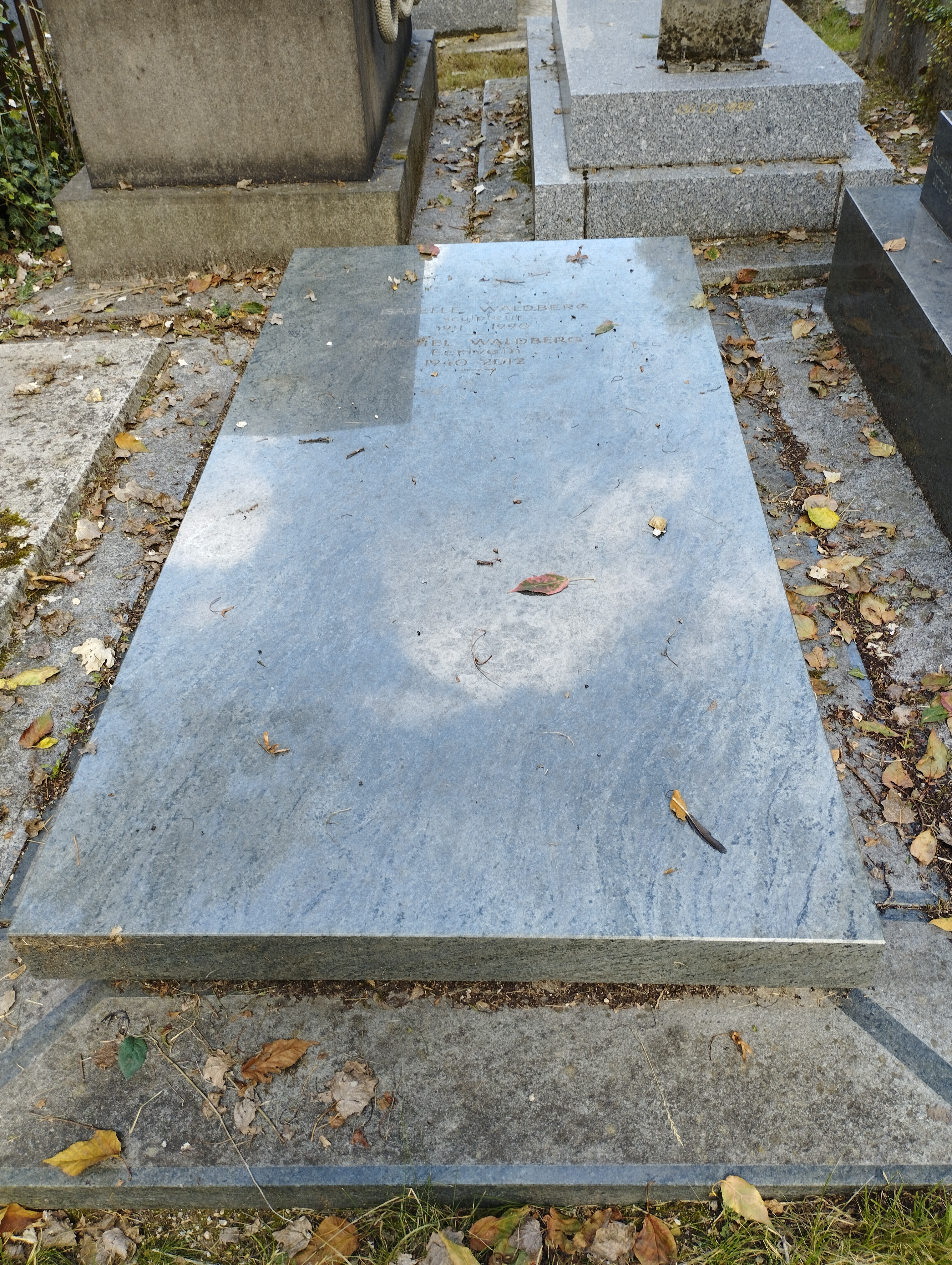
Tombe d'Isabelle et Michel Waldberg au cimetière de Montmartre (division 22).

Photographe de 1956 à 1962, il entrecoupe ses études à la Sorbonne par de fréquents séjours en Afrique, où il enseigne. À partir de 1974, il vit uniquement de son écriture, collaborant à de nombreux journaux et revues : Le Quotidien de Paris, Discordance, La Nouvelle Revue française, etc.
Il meurt à l'âge de 72 ans le 4 novembre 2012 à Paris 13e,,, et est inhumé au cimetière de Montmartre (division 22).

## Œuvres

### Romans
- La Boîte verte, Éditions de la Différence, 1995
- La Veste de fer, Éditions de la Différence, réed. 2000
- La Forêt sans arbre, Éditions de la Différence, réed. 2000
- Mort d'un chien, Éditions de la Différence, réed. 2000
- La Caissière, Éditions de la Différence, 2001

### Essais sur l'art
- Philippe Pasqua, Paris, Éditions de la Différence, coll. « Mains et merveilles », 2005  (ISBN 2-7291-1584-6)
- Jean-Baptiste Sécheret : série Valabrègue et quelques autres sujets, Paris, galerie Jacques Elbaz, 2003
- Júlio Pomar, Éditions de la Différence, 2001
- Jean-Paul Riopelle, Éditions de la Différence, 1999
- Joan Mitchell, Éditions de la Différence, 1999
- Isabelle Waldberg, Éditions de la Différence, 1992
- Sam Francis. Métaphysique du vide, Éditions Francis Delille, 1986

### Livres illustrés
- Forêts du zen..., dessins de Hidé Oshiro, Tours, Mame, 1974  (ISBN 2-250-00605-9)
- Vivant ou mort, dessins de Carlo Berté, Paris, Éditions de la Différence, 1979  (ISBN 2-7291-0059-8)
- Le Grand Désert d'hommes[4], avec 18 lithographies et cachets linogravés de Jean-Baptiste Sécheret, éditions Presses de Serendip[5] (2006)
- Poésie : de 1950-2008, avec sept intercalaires de Pierre Alechinsky, Paris, Éditions de la Différence, 2008  (ISBN 978-2-7291-1786-3)

### Essais sur l'histoire de la spiritualité
- La Voie négative (préface), Wei-wu-wei, coll. « Philosophia Perennis », Éditions de la Différence, 2011
- Gurdjieff hors les murs, Éditions de la Différence, 1978
- Un zeste de zen, Éditions de la Différence, 1998
- Autres directions : Jack Kerouac, John Cowper Powis, Malcolm de Chazal, Swedenborg

### Pamphlet
- La Parole putanisée, Éditions de la Différence, 2002

### Traductions
- Les Faits. Autobiographie d'un romancier par Philip Roth, NRF, 1990
- La Contrevie par Philip Roth, NRF, 1989
- Chambre d'hôtel à Chartres, Malcolm Lowry, 2002

## Récompenses et distinctions
- 2001 : Prix Roger-Caillois pour l'ensemble de son œuvre